# Чезаре I Гонзага
Вижте пояснителната страница за други личности с името Чезаре Гонзага.
Чезаре I Гонзага (на италиански: Cesare I Gonzaga; * 6 септември 1536, вер. Сицилия; † 17 февруари 1575, Гуастала, Графство Гуастала) от рода Гонзага (клон Гонзага ди Гуастала) е вторият граф на Гуастала (1557 – 1575) и херцог на Амалфи.

## Произход
Той е най-големият син на Феранте I Гонзага (1507 – 1557), граф на Гуастала, вицекрал на Сицилия, и на съпругата му Изабела ди Капуа (1510 – 1559). Негови дядо и баба по бащина линия са Франческо II Гонзага, маркграф на Мантуа, и Изабела д’Есте, а по майчина – херцог Феранте ди Капуа, граф на Алесано, маркиз на Спекия, 2-ри херцог на Термоли и княз на Молфета, и Антоника дел Балцо. Има шест братя и четири сестри:
- Анна (* 1531, † млада)
- Иполита (* 1535; † 1563), херцогиня на Палиано като съпруга на Фабрицио Колона и  княгиня на Стиляно и херцогиня на Мондрагоне като съпруга на Антонио Карафа дела Стадера
- Франческо (* 1538; † 1566), кардинал, епископ на Мантуа
- Андреа (* 1539; † 1586), 1-ви маркиз на Спекия и Алесано, съпруг на Мария Лопес де Падия и де Мендоса
- Джан Винченцо (* 1540; † 1591), кардинал
- Ерколе (* ок. 1545, † ок. 1549)
- Отавио (* 1543; † 1583), господар на Черчемаджоре, генерал, съпруг на Изабела да Кореджо и на Чечилия де Медичи
- Филипо († като бебе)
- Джеронима († като бебе)
- Мария († като бебе).

## Биография
Чезаре наследява баща си като граф на Гуастала през 1557 г. Става херцог на Амалфи след смъртта на Алфонсо II Тодескини Пиколомини през 1584 г. Той е и херцог на Ариано и принц на Молфета.
На 21 май 1558 г. е назначен за главнокомандващ на испанските войски в Ломбардия от крал Филип II .
На 12 март 1560 г. се жени за Камила Боромео, сестра на Свети Карло Боромео и племенница на Джовани Анджело де Медичи, който наскоро е избран за папа с името Пий IV.
Чезаре Гонзага също е член на Accademia delle Notti Vaticane – папски литературен кръг, който се събираше в Палата на Пий IV във Ватикана.
Той е човек на културата и в разкошния си дом в Мантуа, разположен на мястото, където сега се намират площад „Данте“ и дворецът на Академия Вирджилиана, постоянно населен от литератори и художници, колекционира мраморни, бронзови изделия, медали и картини. Основава литературната асоциация Академия дели Инвагити, базирана в Мантуа. 
През 1567 г. продава феодално владение Отавиано на Бернардето де Медичи за 50 000 дуката, като по този начин дава началото на рода Медичи ди Отавиано. 
Между 1567 и 1568 г. премества двора си от Мантуа в Гуастала, където остава до смъртта си, използвайки Франческо да Волтера за свой архитект и инженер.
Една от известните му любовници е Диана ди Кардона, която прекратява връзката, като се омъжва за Веспасиано I Гонзага.
След смъртта му през 1575 г. той е наследен от сина си Феранте II, който по-късно е първият суверенен херцог на Гуастала .

## Брак и потомство
∞ 12 март 1560 за Камила Боромео, сестра на Карло Боромео и племенница на Джовани Анджело Медичи, който става папа с името Пий VI, от която има син и дъщеря:
- Маргарита Гонзага (* 1562, Рим; † 14 юни 1618, Гуастала), ∞ 1582 за Веспасиано I Гонзага, херцог на Сабионета, бездетна
- Феранте II Гонзага (* 1563; † 5 август 1630, Гуастала), 3-ти граф на Гуастала (1575 – 1621), херцог на Гуастала (1621 – 1630), херцог на Амалфи; ∞ за Витория Дория (* 1569, † 1618) – дъщеря на Джанандреа Дория, от която има седем сина и четири дъщери.

Има една извънбрачна дъщеря:
- Иполита Гонзага (неизв.)